# Cumae
Cumae (starogrško Κύμη, latinizirano: (Kumē) ali starogrško Κύμαι, latinizirano: Kumai ali starogrško Κύμα, latinizirano: Kuma; italijansko Cuma) je bila prva starogrška kolonija Magna Graecia na celinskem delu Italije, ki so jo ustanovili naseljenci z Evboje v 8. stoletju pr. n. št Postalo je bogato rimsko mesto, katerega ostanki ležijo blizu sodobne vasi Cuma, frazione občine Bacoli in Pozzuoli v metropolitanskem mestu Neapelj, Kampanija, Italija. Arheološki muzej Campi Flegrei v aragonskem gradu vsebuje veliko najdb iz Cumae.

## Zgodovina

### Zgodnja zgodovina
Najstarejše arheološke najdbe Emila Stevensa iz leta 1896 segajo v obdobje 900–850 pr. n. št.. Novejša izkopavanja so razkrila bronastodobno naselbino ljudstva kulture jam in kasnejša bivališča italskih ljudstev iz železne dobe, ki so jih Grki označevali z imeni Ausones in Opici (katerih dežela se je imenovala Opicia).
Grško naselbino so v 8. stoletju pr. n. št. ustanovili izseljenci iz mest Eretrije in Halkide na Evboji, poleg opiške naselbine. Grki so bili že uveljavljeni v bližnjih Pithecusae (sodobna Ischia) in so jih vodili v Cumae skupni oecisti (ustanovitelji): Megasten iz Halkide in Hipoklej iz Cime.
Izbrano mesto je bilo na hribu in kasnejši akropoli Monte di Cuma, ki je bila na eni strani obdana z morjem, na drugi pa s posebno rodovitno zemljo na robu Kampanjske nižine. Medtem ko so nadaljevali svojo pomorsko in trgovsko tradicijo, so naseljenci Cumae z izkoriščanjem zemlje okrepili svojo politično in gospodarsko moč ter razširili svoje ozemlje na račun sosednjih ljudstev.
Kolonija je uspevala in v 8. stoletju pr. n. št. je bila že dovolj močna, da je poslala Perieresa, da ustanovi Zancle na Siciliji, in drugo skupino, da ustanovi Tritaea v Ahaji, je povedal Pavzanij. Cumae je v 7. in 6. stoletju pr. n. št. vzpostavila svojo prevlado nad skoraj celotno kampanjsko obalo do Punta Campanella in pridobila oblast nad Puteoli in Misenumom.
Kolonija je širila grško kulturo v Italiji in uvedla narečje grščine in evbojsko abecedo, katere različico so prilagodili in spremenili Etruščani, nato pa so jo ponovno prilagodili Rimljani in postala latinica, ki se še danes uporablja po vsem svetu.
Po Dioniziju iz Halikarnasa:

Cumae je bila takrat slavljena po vsej Italiji zaradi svojega bogastva, moči in vseh drugih prednosti, saj je imela najrodovitnejši del kampanjske nižine in je bila gospodarica najprimernejših zatočišč okoli Misenuma.
Naraščajoča moč kumajskih Grkov je vodila mnoga domorodna plemena v regiji, da so se organizirala proti njim, zlasti Dauni in Aurunci pod vodstvom capuanskih Etruščanov. To koalicijo so Kumejci premagali leta 524 pr. n. št. v prvi bitki pri Cumae pod vodstvom Aristodema. Veličastne zmage kolonije so povečale njen prestiž tako zelo, da je bilo po besedah Diodora Sicilskega celotno območje Flegrejskih polj običajno povezovati s kumejskim ozemljem.
V tem času je rimski senat poslal agente v Cumae, da bi kupili žito v pričakovanju obleganja Rima. Nato je leta 505 pr. n. št. Aristodem vodil kumejski kontingent, da bi pomagal latinskemu mestu Aricia pri porazu etruščanskih sil Clusiuma (glej tudi Vojna med Clusiumom in Aricio) in ko je pridobil naklonjenost ljudi, je strmoglavil aristokratsko frakcijo in sam postal tiran. Verjetno je bilo na tej točki Cumae ustanovil Neapolis (»novo mesto«) v poznem 6. stoletju pred našim štetjem.
Nadaljnji stiki med Rimljani in Kumejci so se zgodili med Aristodemovo vladavino. Lucij Tarkvinij Superb, zadnji izmed legendarnih rimskih kraljev, je po bitki pri Regilskem jezeru živel v izgnanstvu z Aristodemom v Kumaju in tam leta 495 pr. n. št. umrl. Tit Livij piše, da je Aristodem postal Tarkvinijev dedič in leta 492 pr. n. št., ko so rimski odposlanci odpotovali v Cumae, da bi kupili žito, je Aristodem zasegel plovila odposlancev zaradi Tarkvinijeve lastnine, ki je bila zasežena v času Tarkvinijevega izgnanstva.
Sčasoma so razlaščeni plemiči in njihovi sinovi lahko leta 490 pr. n. št. zavzeli Cumae in usmrtili Aristodema.
Združene flote Cumae in Sirakuz (na Siciliji) so premagale Etruščane v bitki pri Cumae leta 474 pr. n. št.
Apolonov tempelj je v 5. stol. pr. n. št. poslal cenjene Sibilinske knjige v Rim. Tudi Rim je dobil svoje svečenice, ki so upravljale pomemben kult Cerere iz Demetrinega templja v Cumae.

### Oskani in rimski Cumae
Grško obdobje v Cumae se je končalo leta 421 pr. n. št., ko so Oskani v zavezništvu Samnitov porušili obzidje in zavzeli mesto ter opustošili podeželje. Nekateri preživeli so pobegnili v Neapolis.
Obzidje na akropoli je bilo na novo zgrajeno leta 343 pr. n. št. Cumae je prišla pod rimsko oblast s Capuo in leta 338 pred našim štetjem je dobila delno državljanstvo, civitas sine suffragio. V drugi punski vojni, kljub skušnjavam, da bi se uprli rimski oblasti, je Cumae pod vodstvom Tiba zdržala Hanibalovo obleganje pod vodstvom Tiberija Sempronija Grakha (konzul 215 in 213 pr. n. št.).
Mesto je cvetelo v rimskem obdobju od 1. stol. pr. n. št. skupaj z vsemi mesti Kampanije in še posebej Neapeljskega zaliva, saj je postal zaželeno območje za bogate Rimljane, ki so zgradili velike vile ob obali. Zgrajeno je centralno kopališče in amfiteater.
Med državljanskimi vojnami je bila Cumae ena od trdnjav, ki jih je Avgust uporabljal za obrambo pred Sekstom Pompejem. Pod Avgustom so se začela obsežna javna gradbena dela in ceste, v Cumaeju ali blizu njega pa so izkopali več cestnih predorov: enega skozi Monte di Cumae, ki povezuje forum s pristaniščem, Grotta di Cocceio 1 km dolgo do jezera Avernus in tretjega, Crypta Romana, 180 m dolgega med jezeroma Lucrino in jezerom Averno. Obnovljena sta bila Apolonov in Demetrin tempelj.
Bližina Puteoli, komercialnega pristanišča v Rimu, in Misenuma, baze mornariške flote, je prav tako pripomogla k blaginji regije.
Druga zelo pomembna novost je bila gradnja velikega akvadukta Serino, Aqua Augusta, ki je oskrboval mnoga mesta na tem območju od približno leta 20 pr. n. št. Domicijanova via Domitiana je zagotavljala pomembno cesto do via Appia in od tam do Rima od leta 95 n. št..
Zgodnjo prisotnost krščanstva v Cumae prikazuje delo Hermasov pastir iz 2. stoletja n. Konec 4. stoletja je bil Zevsov tempelj v Cumae spremenjen v krščansko baziliko.
Prvi zgodovinsko dokumentiran škof Cumae je bil Adeodat, član sinode, ki jo je sklical papež Hilarij v Rimu leta 465. Drugi je bil Mizen, ki je bil eden od dveh poslancev, ki ju je papež Feliks III. poslal v Konstantinopel in sta bila zaprta ter prisiljena prejeti obhajilo s carigrajskim patriarhom Akacijem v obhajanju božje liturgije, v kateri je Peter Mongus in drugi miafiziti so bili imenovani v diptihih, dogodek, ki je privedel do Akacijskega razkola. Mizen je bil ob vrnitvi izobčen, a je bil kasneje rehabilitiran in je kot kumanski škof sodeloval na dveh sinodah papeža Simmaha. Papež Gregor Veliki je poveril upravo škofije Cumae škofu Misenuma. Kasneje sta tako Misenum kot Cumae prenehala biti rezidenčna sedeža in ozemlje Cumae je po uničenju Cumae leta 1207 postalo del škofije Aversa. Skladno s tem je Cumae danes na seznamu katoliške cerkve kot naslovni sedež.
Pod rimsko vladavino je bila tako imenovana »tiha Cumae« mirna do nesreč v gotskih vojnah (535–554), ko je bila večkrat napadena kot edino utrjeno mesto v Kampaniji poleg Neapolisa: Belizar jo je zavzel leta 536, Totila jo je zadržal, in ko je Narzes pridobil Cumae, je ugotovil, da je osvojil celotno zakladnico Gotov.

### Škofija Cuma(e)
Škofija je bila ustanovljena okoli leta 450 našega štetja. Leta 700 je pridobil ozemlje od zatrte škofije Miseno.
Leta 1207 je bila zatrta, ko so sile iz Neaplja, ki so delovale v imenu dečka-kralja Sicilije, uničile mesto in njegovo obzidje, kot trdnjavo gnezda razbojnikov. Njeno ozemlje je bilo razdeljeno in združeno v rimskokatoliško škofijo Aversa in rimskokatoliško škofijo Pozzuoli. Nekateri meščani iz Cumae, vključno z duhovščino in stolnim kapitularjem, so se zatekli v Giugliano.

## Arheologija
Kljub opustitvi območja Cumae zaradi nastanka močvirij je spomin na starodavno mesto ostal živ. Ruševine, čeprav v zanemarjenem stanju, so kasneje obiskali številni umetniki. S ponovno poselitvijo območja zaradi melioracije so bila izvedena kratka izkopavanja. Prva izkopavanja segajo v leto 1606, ko so našli trinajst kipov in dva marmorna reliefa; poznejše najdbe so vključevale veliki kip Jupitra iz Masseria del Gigante, razstavljen v Narodnem arheološkem muzeju v Neaplju. Toda po odkritju vezuvskih najdišč je bila pozornost burbonskih raziskovalcev preusmerjena tja in območje Cumae je bilo zapuščeno in izropano številnih najdb, ki so bile nato prodane zasebnikom. Prva kampanja sistematičnih izkopavanj je potekala med letoma 1852 in 1857 pod princem Leopoldom, bratom Ferdinanda II. dveh Sicilij, ko so raziskovali območje Masseria del Gigante in nekatere nekropole. Kasneje je Emilio Stevens dobil koncesijo in je med letoma 1878 in 1893 delal v Cumaeju in dokončal izkopavanje nekropole, čeprav so novice o različnih najdbah povzročile nenehno ropanje območja.
Med letoma 1910 in 1922 se je zgodila katastrofa, ko je izsušitev jezera Licola povzročila uničenje dela nekropole.
Raziskovanja akropole so se začela leta 1911, ko so na dan odkrili Apolonov tempelj. Med letoma 1924 in 1934 sta Amedeo Maiuri in Vittorio Spinazzola raziskovala Jupitrov tempelj, Sibilino jamo in kripto Romana, medtem ko so med letoma 1938 in 1953 raziskovali spodnje mesto. Naključno odkritje se je zgodilo leta 1992, ko so med gradnjo plinovoda v bližini plaže odkrili Izidin tempelj. Leta 1994 je bil aktiviran projekt Kyme za obnovo mesta. Končano je bilo izkopavanje grobnice tolos, ki je bila prvič delno raziskana leta 1902. Na območju foruma je bila odkrita stavba v obliki bazilike, Aula Sillana, ob obali pa so bile najdene tri pomorske vile.
Od leta 2001 CNRS izkopava nekropolo iz 6. do 1. stol. pred našim štetjem zunaj Porta mediana.
Junija 2018 so odkrili poslikano grobnico iz 2. stoletja pred našim štetjem, ki prikazuje prizor banketa.

## Razvoj starodavnega mesta
Starodavno mesto je bilo razdeljeno na dve coni, in sicer na akropolo in spodnji del na ravnicah in obali. Akropola je bila dostopna le z južne strani in na tem območju se je razvilo prvo jedro mesta, ki ga je prečkala cesta, imenovana Via Sacra, ki je vodila do glavnih templjev. Cesta se je začela z dvema stolpoma, od katerih se je eden podrl z delom hriba, drugi pa je bil obnovljen v bizantinski dobi in je še vedno viden. Spodnje mesto se je razvilo iz samnitskega obdobja in v večji meri v rimski dobi.
Spodnje mesto je bilo zaščiteno z obzidjem. V grški dobi je imela akropola verjetno enako vrsto obrambe, čeprav so današnji ostanki, ki segajo v 6. stoletje pred našim štetjem, le na jugovzhodnem delu hriba, morda tudi kot podporni zidovi grebena.
V 6. stol. pred našim štetjem so bili templji zgrajeni iz lehnjaka, lesa in terakote. Stebri, venci in kapiteli so bili narejeni iz rumenega lehnjaka, strehe in arhitravi iz lesa, za zaščito previsa pa terakota ploščice in dovršeni antefiksni okraski. Mestno obzidje in obzidje akropole so gradili od leta 505 pred našim štetjem, prav tako Sibilino jamo.
Ko se je mesto povezalo z Rimljani leta 338 pred našim štetjem, je bil zgrajen nov tempelj z izjemnimi poslikanimi frizami in okraski, ki so bili odkriti, čeprav je bil tempelj po nekaj desetletjih uničen v požaru.
Med punskimi vojnami in sprejetjem latinščine kot uradnega trgovskega jezika (180 pr. n. št.) so obnovili mestno obzidje in zgradili velik stadion zahodno od Porta mediana. Zgrajena so bila osrednja kopališča in velika dela so bila opravljena na templjih na akropoli. Od konca 2. stol. pr. n. št. je Cumaejeva arhitektura postajala vse bolj romanizirana.
V avgustovski dobi je bilo v mestu veliko lepih novih stavb, kot je bazilika ali Sullan Aula južno od foruma, okrašena s polikromiranim marmorjem. Oskrba mesta z vodo se je povečala s prizidkom velikega akvadukta Serino, Aqua Augusta, do mesta po letu 20 pr. n. št., ki so ga plačali lokalni dobrotniki, družina Lucceii, pretorji mesta, ki so zgradili tudi dodelan nimfej na forumu ter več drugih spomenikov in stavb.
V 1. stol. n. št. je bil zgrajen tempelj velikanov, tako imenovan, ker so v njegovih ruševinah odkrili slavni orjaški doprsni kip Jupitra (zdaj v Neapeljskem arheološkem muzeju); stene templja so vključene v kasnejšo kmečko hišo.
Po izbruhu Vezuva leta 79 našega štetja so preživeli iz Herkulaneja prišli v Cumae in postalo je uspešno mesto.

### Preživeli starodavni spomeniki
Vidni spomeniki so:
- Dianin tempelj
- Kapitolski tempelj Jupitra, Junone in Minerve
- Izidin tempelj
- Demetrin tempelj
- Apolonov tempelj, zgrajen v 6. ali 5. stoletju pr. n. št., obnovljen v poznem 4. stoletju pr. n. št. in ponovno pod Avgustom, preoblikovan v cerkev okoli leta 500 n. št..[27]
- Akropola
- Arco Felice
- Forum
- Grotta di Cocceio
- Crypta Romana
- Masseria del Gigante

#### Arco Felice
Arco Felice je bil 20 m visok monumentalen vhod v mesto, zgrajen v rezu skozi Monte Grillo, ki ga je Domicijan naredil leta 95 našega štetja, da bi se izognil dolgemu obvozu, ki ga je zahtevala via Appia, in omogočil lažji dostop do Cumae po tem, kar se je kasneje imenovalo via Domitiana, medtem ko je most vodil tudi cesto po grebenu hriba. Zgrajena je bila iz opeke in obložena z marmorjem, na vrhu pa sta bili dve vrsti lokov iz svetlejšega betona, pokritega z opeko. Pomoli so imeli na obeh straneh tri niše, v katere so bili postavljeni kipi.
Via Domitiana, katere tlakovanje je še vedno popolnoma ohranjeno in je danes v stalni uporabi, je bila povezana z via Appia, arterijo komunikacije z Rimom, pa tudi s Pozzuolijem in Neapljem.
Lok je verjetno nadomestil manjša vrata iz grških časov in v višji legi.

#### kripta Romana
Kripta Romana je tunel, izkopan v lehnjak pod hribom Cumae, ki prečka akropolo v smeri vzhod-zahod in omogoča lažjo pot iz mesta do morja. Njegova gradnja je del nabora vojaških izboljšav, ki jih je zgradil Mark Vipsanij Agripa za Avgusta in načrtoval Lucij Kokej Aukt leta 37 pr. n. št., vključno z gradnjo novega Portus Iulius in njegovo povezavo s pristaniščem Cumae skozi tako imenovano Grotta di Cocceio in samo kripta Romana.
S premestitvijo flote iz Portus Iulius v pristanišče Miseno leta 12 pr. n. št. in koncem državljanske vojne med Oktavijanom in Markom Antonijem leta 31 pr. n. št. je predor izgubil svojo strateško vrednost. Vhod v forum je bil monumentalen s 4 nišami za kipe leta 95 n. št., istočasno, ko je bil zgrajen Arco Felice. Zemeljski plaz je zaprl vhod v morje v 3. stol. Po letu 397 so jo ponovno odprli. V krščanski dobi so ga uporabljali kot pokopališče; v 6. stol. bizantinski general Narsete ga je poskušal uporabiti, da bi dosegel mesto med obleganjem Cumae, vendar je oslabil strukturo in velik del oboka se je zrušil.
Med letoma 1925 in 1931 ga je osvetlil arheolog Amedeus Maiuri.

### Kiparstvo
- Psiha in Eros, forum 1-2. stol. n. št
- Diana
- Votivni relief 400 pr. n. št. (Antikensammlung Berlin)
- Nimfa
- Ogromen kip Jupitra (Neapeljski muzej)

### Mitologija
Cumae je morda najbolj znana kot sedež Kumejske sibile. Njeno svetišče je zdaj odprto za javnost.
V rimski mitologiji je vhod v podzemlje v Avernusu, kraterskem jezeru blizu Cumae, in je bila pot, po kateri se je Enej spustil v podzemlje.

## Galerija
- Stene akropole
- Apolonov tempelj
- Ulica v mestu Cumae
- Dianin tempelj
- Pogled na Akropolo z zahoda
- Amfiteater